# Hibaterjedés

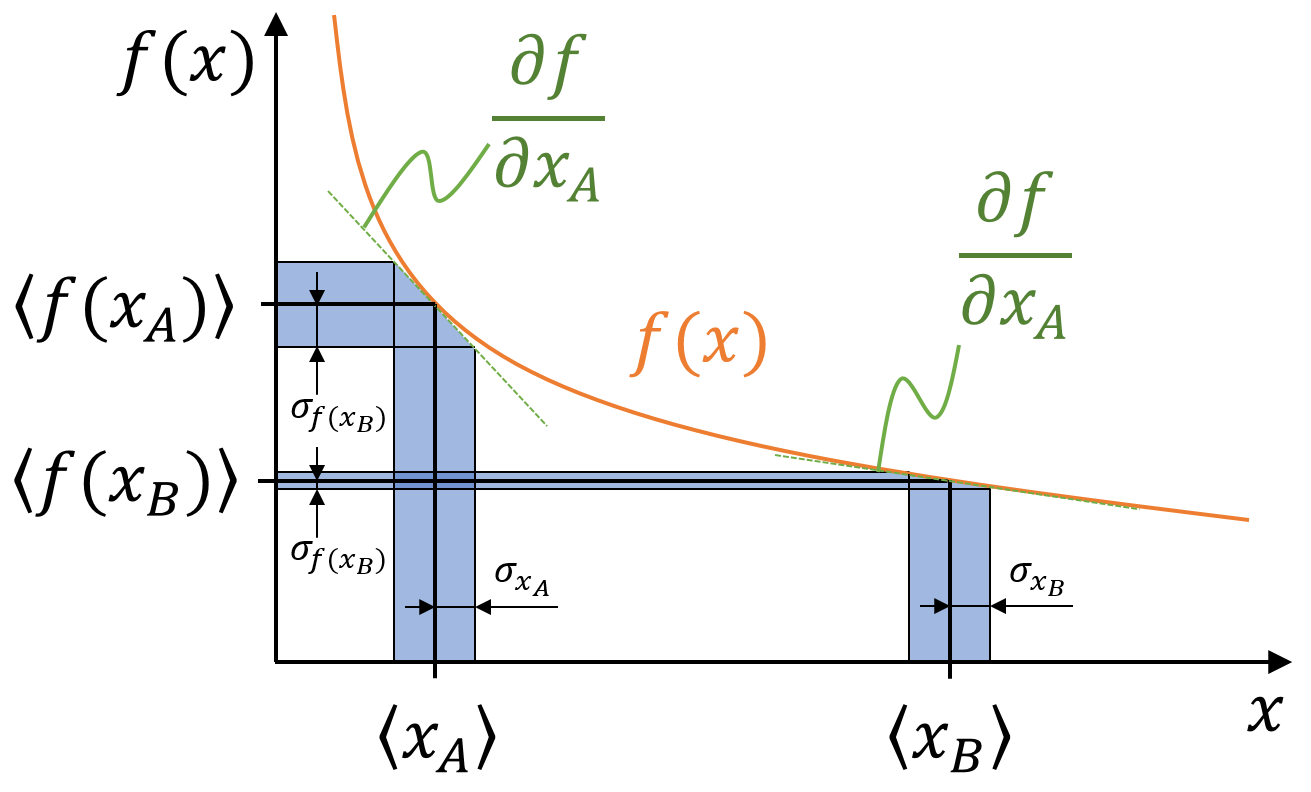
Egy adott függvényen való hibaterjedés két változó esetén. A származtatott mennyiség szórását alapvetően befolyásolja az függvény deriváltja a változó középértéke helyén.
A lineáris közelítés akkor jogos, ha a (sárga) és a deriváltja (zöld szaggatott) nem térnek el egymástól számottevően a változó átlaga körüli környezeten belül

A statisztikában hibaterjedésnek nevezik a származtatott mennyiségek hibájának az alapul szolgáló mennyiségek hibájától való függését, illetve magát a matematikai módszert, mellyel a származtatott mennyiségek hibáját becslik. A hibaterjedés figyelembe vétele a fizikában is gyakran használatos, ha például hibával terhelt mért mennyiségekből valamilyen összefüggés segítségével származtatott új mennyiség hibáját határozzák meg.
Például ha egy, az Ohm-törvénynek engedelmeskedő áramköri rendszeren mérjük az {\displaystyle I} átfolyó áramot, és annak {\displaystyle \Delta I} bizonytalanságát, továbbá az első {\displaystyle U} feszültséget, és annak {\displaystyle \Delta U} bizonytalanságát, akkor az ellenállás meghatározására szolgáló {\textstyle R=f(U,I)={\frac {U}{I}}} összefüggés és a hibaterjedés figyelembe vételével a származtatott ellenállás {\displaystyle \Delta R} bizonytalansága jól közelíthető. Egyes esetekben, például {\displaystyle f=AB} alakú összefüggés esetén {\displaystyle f} hibája egzakt módon is kifejezhető, de általában sorfejtésen alapuló, lineáris közelítést alkalmaznak. 
A hibaterjedés jellegét alapvetően az alábbiak határozzák meg:
- A kiinduló mennyiségek bizonytalanságának összefüggése illetve függetlensége befolyásolja a származtatott mennyiség hibájának számolását.
- A származtatott mennyiség kifejezését megadó {\displaystyle f} összefüggés jellege befolyásolja, hogy mely mért mennyiségek hibája milyen mértékben járul hozzá a származtatott hibához.

## Számolási módja

### Lineáris kombináció esetén
A hibaterjedés matematikai jellemzése abban az esetben egyszerűbb, ha a származtatott változót megadó {\displaystyle f} összefüggés a kiindulási változóknak lineáris kombinációja. Ezért ezzel az esettel külön érdemes foglalkozni. Legyen {\displaystyle \{f_{k}(x_{1},x_{2},\dots ,x_{n})\}} m elemű halmaz minden eleme olyan függvény, mely {\displaystyle x_{1},x_{2},\dots ,x_{n}} változók lineáris kombinációjaként áll elő {\displaystyle A_{k1},A_{k2},\dots ,A_{kn}} együtthatókkal, ahol {\displaystyle (k=1,\dots ,m)}, azaz:
{\displaystyle f_{k}=\sum _{i=1}^{n}A_{ki}x_{i}}, illetve mátrixjelöléssel: {\displaystyle \mathrm {f} =\mathrm {Ax} }
Legyen {\displaystyle \Sigma ^{x}\,}a kovarianciamátrix az alábbi jelölésekkel, ahol {\displaystyle x=(x_{1},x_{2},\dots ,x_{n})}:
{\displaystyle \Sigma ^{x}={\begin{pmatrix}\sigma _{1}^{2}&\sigma _{12}&\sigma _{13}&\cdots \\\sigma _{12}&\sigma _{2}^{2}&\sigma _{23}&\cdots \\\sigma _{13}&\sigma _{23}&\sigma _{3}^{2}&\cdots \\\vdots &\vdots &\vdots &\ddots \end{pmatrix}}={\begin{pmatrix}{\mathit {\Sigma }}_{1}^{x}&{\mathit {\Sigma }}_{12}^{x}&{\mathit {\Sigma }}_{13}^{x}&\cdots \\{\mathit {\Sigma }}_{12}^{x}&{\mathit {\Sigma }}_{2}^{x}&{\mathit {\Sigma }}_{23}^{x}&\cdots \\{\mathit {\Sigma }}_{13}^{x}&{\mathit {\Sigma }}_{23}^{x}&{\mathit {\Sigma }}_{3}^{x}&\cdots \\\vdots &\vdots &\vdots &\ddots \end{pmatrix}}}.
Az {\displaystyle f} függvény {\displaystyle \Sigma ^{f}\,} kovarianciamátrixa ezzel úgy adható meg, hogy:
{\displaystyle {\mathit {\Sigma }}_{ij}^{f}=\sum _{k}^{n}\sum _{\ell }^{n}A_{ik}{\mathit {\Sigma }}_{k\ell }^{x}A_{j\ell }}, illetve mátrixjelöléssel: {\displaystyle \Sigma ^{f}=\mathrm {A} \Sigma ^{x}\mathrm {A} ^{\top }}.
A fenti általános összefüggés megengedi a változók közti korrelációt is. Ha azonban az {\displaystyle x_{1},x_{2},\dots ,x_{n}} változók hibája egymástól független, a fenti összefüggés egyszerűbb alakba írható:
{\displaystyle {\mathit {\Sigma }}_{ij}^{f}=\sum _{k}^{n}A_{ik}{\mathit {\Sigma }}_{k}^{x}A_{jk}},
ahol {\displaystyle {\mathit {\Sigma }}_{k}^{x}=\sigma _{x_{k}}^{2}} az v vektor k-adik elemének szórásnégyzete.
Skalárértékű {\displaystyle f} függvényre ismét egyszerűbb összefüggést kapunk:
{\displaystyle f=\sum _{i}^{n}a_{i}x_{i}:f=\mathrm {a} x\,},
{\displaystyle \sigma _{f}^{2}=\sum _{i}^{n}\sum _{j}^{n}a_{i}{\mathit {\Sigma }}_{ij}^{x}a_{j}=\mathrm {a} \Sigma ^{x}\mathrm {a} ^{\top }},
ahol a sorvektor. A {\displaystyle \sigma _{ij}} kovarianciák kifejezhetők a szórásokkal és a megfelelő {\displaystyle \rho _{ij}\,} Pearson-féle korrelációs együtthatóval: {\displaystyle \sigma _{ij}=\rho _{ij}\sigma _{i}\sigma _{j}\,}, melyből következik a származtatott szórásnégyzet egy másik kifejezése:
{\displaystyle \sigma _{f}^{2}=\sum _{i}^{n}a_{i}^{2}\sigma _{i}^{2}+\sum _{i}^{n}\sum _{j(j\neq i)}^{n}a_{i}a_{j}\rho _{ij}\sigma _{i}\sigma _{j}},
mely független változók esetén:
{\displaystyle \sigma _{f}^{2}=\sum _{i}^{n}a_{i}^{2}\sigma _{i}^{2}.}
Még speciálisabb esetet képvisel a több, megegyező szórású változó egyenlő együtthatójú kombinációja esetén megadható
{\displaystyle \sigma _{f}={\sqrt {n}}a\sigma }.

### Nemlineáris összefüggéseknél
Ha az f az x változók nemlineáris függvénye, akkor csak egyes esetekben adható meg pontos hibaszámítási formula, de általában például úgy közelíthető a származtatott mennyiség hibája, hogy az {\displaystyle f} függvényt az alábbiak szerint lineáris tagig Taylor-sorba fejtjük:
{\displaystyle f_{k}\approx f_{k}^{0}+\sum _{i}^{n}{\frac {\partial f_{k}}{\partial {x_{i}}}}x_{i}},
ahol {\displaystyle \partial f_{k}/\partial x_{i}} az {\displaystyle f_{k}} függvény {\displaystyle x_{i}} szerinti parciális deriváltjának {\displaystyle x_{i}} átlagánál felvett értékét jelöli. Mátrixjelöléssel:
{\displaystyle \mathrm {f} \approx \mathrm {f} ^{0}+\mathrm {J} \mathrm {x} \,}
ahol {\displaystyle \mathrm {J} } a Jacobi-mátrix. Mivel {\displaystyle f^{0}} konstans, ezért nem járul hozzá {\displaystyle f} hibájához. Ezzel tehát a lineáris kombinációra levezetett hibaterjedést kapjuk vissza azzal a különbséggel, hogy az {\displaystyle A_{ik},A_{jk}} együtthatók helyébe a parciális deriváltak áltagnál felvett {\textstyle {\frac {\partial f_{k}}{\partial x_{i}}},{\frac {\partial f_{k}}{\partial x_{j}}}} értékei lépnek, így:
{\displaystyle \mathrm {\Sigma } ^{\mathrm {f} }=\mathrm {J} \mathrm {\Sigma } ^{\mathrm {x} }\mathrm {J} ^{\top }.}
Tehát a függvény Jacobi-matrixával fejezhető ki az {\displaystyle x_{i}}-k kovarianciamátrixának transzformációja.

### Gauss-hibaterjedési formula
A mérnöki gyakorlatban és az alkalmazott kutatásban gyakran élnek azzal a közelítéssel a nemlineáris {\displaystyle f} hibájának becslésére, hogy {\displaystyle x_{i}} változók függetlenek. Ekkor ugyanis az alábbi, könnyen kezelhető hibaterjedési összefüggés írható fel:
{\displaystyle s_{f}\approx {\sqrt {\sum _{i}\left({\frac {\partial f}{\partial x_{i}}}\right)^{2}s_{x_{i}}^{2}}}}
ahol {\displaystyle s_{f}} az {\displaystyle f} szórása, {\displaystyle s_{x_{i}}} pedig az {\displaystyle x_{i}} szórása. Mivel a fenti összefüggés a sorfejtés lineáris tagjának megtartásán, a többi tag elhagyásán alapul, ezért a származtatott hiba mértékét csak közelíti. Általában azt mondhatjuk, hogy a közelítés elég jó, ha az  {\displaystyle s_{x},s_{y},s_{z},\ldots } szórások nem olyan nagyok, hogy az {\displaystyle f} lineáris közelítése egy {\displaystyle s_{x},s_{y},s_{z},\ldots } sugarú környezetében nem tér el számottevően {\displaystyle f}-től.

## Gyakori példák
Az alábbi táblázat a {\displaystyle \sigma _{A},\sigma _{B}} relatív szórásokkal és {\displaystyle \sigma _{AB}} kovarianciával jellemzett {\displaystyle A,B} valószínűségi változókra vonatkozó néhány egyszerű és tipikus összefüggés esetén levezetett hibaszámolást foglalja össze. 
| Összefüggés                               | Szórásnégyzet | Szórás |
| ----------------------------------------- | --- | --- |
| {\displaystyle f=aA\,}                    | {\displaystyle \sigma _{f}^{2}=a^{2}\sigma _{A}^{2}} | {\displaystyle \sigma _{f}=\|a\|\sigma _{A}} |
| {\displaystyle f=aA+bB\,}                 | {\displaystyle \sigma _{f}^{2}=a^{2}\sigma _{A}^{2}+b^{2}\sigma _{B}^{2}+2ab\,\sigma _{AB}}                                                                              | {\displaystyle \sigma _{f}={\sqrt {a^{2}\sigma _{A}^{2}+b^{2}\sigma _{B}^{2}+2ab\,\sigma _{AB}}}}                                                                            |
| {\displaystyle f=aA-bB\,}                 | {\displaystyle \sigma _{f}^{2}=a^{2}\sigma _{A}^{2}+b^{2}\sigma _{B}^{2}-2ab\,\sigma _{AB}}                                                                              | {\displaystyle \sigma _{f}={\sqrt {a^{2}\sigma _{A}^{2}+b^{2}\sigma _{B}^{2}-2ab\,\sigma _{AB}}}}                                                                            |
| {\displaystyle f=AB\,}                    | {\displaystyle \sigma _{f}^{2}\approx f^{2}\left[\left({\frac {\sigma _{A}}{A}}\right)^{2}+\left({\frac {\sigma _{B}}{B}}\right)^{2}+2{\frac {\sigma _{AB}}{AB}}\right]} | {\displaystyle \sigma _{f}\approx \left\|f\right\|{\sqrt {\left({\frac {\sigma _{A}}{A}}\right)^{2}+\left({\frac {\sigma _{B}}{B}}\right)^{2}+2{\frac {\sigma _{AB}}{AB}}}}} |
| {\displaystyle f={\frac {A}{B}}\,}        | {\displaystyle \sigma _{f}^{2}\approx f^{2}\left[\left({\frac {\sigma _{A}}{A}}\right)^{2}+\left({\frac {\sigma _{B}}{B}}\right)^{2}-2{\frac {\sigma _{AB}}{AB}}\right]} | {\displaystyle \sigma _{f}\approx \left\|f\right\|{\sqrt {\left({\frac {\sigma _{A}}{A}}\right)^{2}+\left({\frac {\sigma _{B}}{B}}\right)^{2}-2{\frac {\sigma _{AB}}{AB}}}}} |
| {\displaystyle f=aA^{b}\,}                | {\displaystyle \sigma _{f}^{2}\approx \left({a}{b}{A}^{b-1}{\sigma _{A}}\right)^{2}=\left({\frac {{f}{b}{\sigma _{A}}}{A}}\right)^{2}}                                   | {\displaystyle \sigma _{f}\approx \left\|{a}{b}{A}^{b-1}{\sigma _{A}}\right\|=\left\|{\frac {{f}{b}{\sigma _{A}}}{A}}\right\|}                                               |
| {\displaystyle f=a\ln(bA)\,}              | {\displaystyle \sigma _{f}^{2}\approx \left(a{\frac {\sigma _{A}}{A}}\right)^{2}}                                                                                        | {\displaystyle \sigma _{f}\approx \left\|a{\frac {\sigma _{A}}{A}}\right\|}                                                                                                  |
| {\displaystyle f=a\log _{10}(A)\,}        | {\displaystyle \sigma _{f}^{2}\approx \left(a{\frac {\sigma _{A}}{A\ln(10)}}\right)^{2}}                                                                                 | {\displaystyle \sigma _{f}\approx \left\|a{\frac {\sigma _{A}}{A\ln(10)}}\right\|}                                                                                           |
| {\displaystyle f=ae^{bA}\,}               | {\displaystyle \sigma _{f}^{2}\approx f^{2}\left(b\sigma _{A}\right)^{2}}                                                                                                | {\displaystyle \sigma _{f}\approx \left\|f\left(b\sigma _{A}\right)\right\|}                                                                                                 |
| {\displaystyle f=a^{bA}\,}                | {\displaystyle \sigma _{f}^{2}\approx f^{2}(b\ln(a)\sigma _{A})^{2}} | {\displaystyle \sigma _{f}\approx \left\|f(b\ln(a)\sigma _{A})\right\|} |
| {\displaystyle f=a\sin(bA)\,}             | {\displaystyle \sigma _{f}^{2}\approx \left[ab\cos(bA)\sigma _{A}\right]^{2}}                                                                                            | {\displaystyle \sigma _{f}\approx \left\|ab\cos(bA)\sigma _{A}\right\|} |
| {\displaystyle f=a\cos \left(bA\right)\,} | {\displaystyle \sigma _{f}^{2}\approx \left[ab\sin(bA)\sigma _{A}\right]^{2}}                                                                                            | {\displaystyle \sigma _{f}\approx \left\|ab\sin(bA)\sigma _{A}\right\|} |
| {\displaystyle f=A^{B}\,}                 | {\displaystyle \sigma _{f}^{2}\approx f^{2}\left[\left({\frac {B}{A}}\sigma _{A}\right)^{2}+\left(\ln(A)\sigma _{B}\right)^{2}+2{\frac {B\ln(A)}{A}}\sigma _{AB}\right]} | {\displaystyle \sigma _{f}\approx \left\|f\right\|{\sqrt {\left({\frac {B}{A}}\sigma _{A}\right)^{2}+\left(\ln(A)\sigma _{B}\right)^{2}+2{\frac {B\ln(A)}{A}}\sigma _{AB}}}} |

Ha az {\displaystyle A,B} változók függetlenek, azaz a korrelációs együtthatójuk nulla ({\displaystyle \rho _{AB}=0}) akkor {\displaystyle \sigma _{AB}=\rho _{AB}\sigma _{A}\sigma _{B}} alapján a kovarianciájuk is nulla: {\displaystyle \sigma _{AB}=0}.
Függetlenségnél és az {\displaystyle f=AB} összefüggés esetén a szórásnégyzet kifejezésére a Goodman-formula is alkalmazható:
{\displaystyle V(XY)=E(X)^{2}V(Y)+E(Y)^{2}V(X)+E((X-E(X))^{2}(Y-E(Y))^{2})},
melyből a származtatott mennyiség szórásnégyzete:
{\displaystyle \sigma _{f}^{2}=A^{2}\sigma _{B}^{2}+B^{2}\sigma _{A}^{2}+\sigma _{A}^{2}\sigma _{B}^{2}}

## Fordítás
Ez a szócikk részben vagy egészben  a   Propagation of uncertainty című angol Wikipédia-szócikk ezen változatának fordításán alapul.  Az eredeti cikk szerkesztőit annak laptörténete sorolja fel. Ez a jelzés csupán a megfogalmazás eredetét és a szerzői jogokat jelzi, nem szolgál a cikkben szereplő információk forrásmegjelöléseként.

### Szakkönyvek
- Szatmáry Zoltán. Mérések kiértékelése – Egyetemi jegyzet [archivált változat] (PDF), Budapest: BME TTK (2010). Hozzáférés ideje: 2017. augusztus 31. [archiválás ideje: 2016. március 27.]

### Tananyagok, ismeretterjesztő weblapok
- Error analysis (megoldott példák) (angol nyelven). http://lectureonline.cl.msu.edu. [2017. szeptember 8-i dátummal az eredetiből archiválva]. (Hozzáférés: 2017. szeptember 4.)
- A fizikai mérések hibája (Egyetemi laboratóriumi segédanyag) (PDF). Fizipédia. BME. (Hozzáférés: 2017. szeptember 4.)